# 圣特奥多罗 (墨西拿广域市)
圣特奥多罗（義大利語：San Teodoro）是意大利西西里大区墨西拿廣域市的一个市镇。总面积14平方公里，人口1454人，人口密度103.9人/平方公里（2009年）。ISTAT代码为083090。